# 著色農場

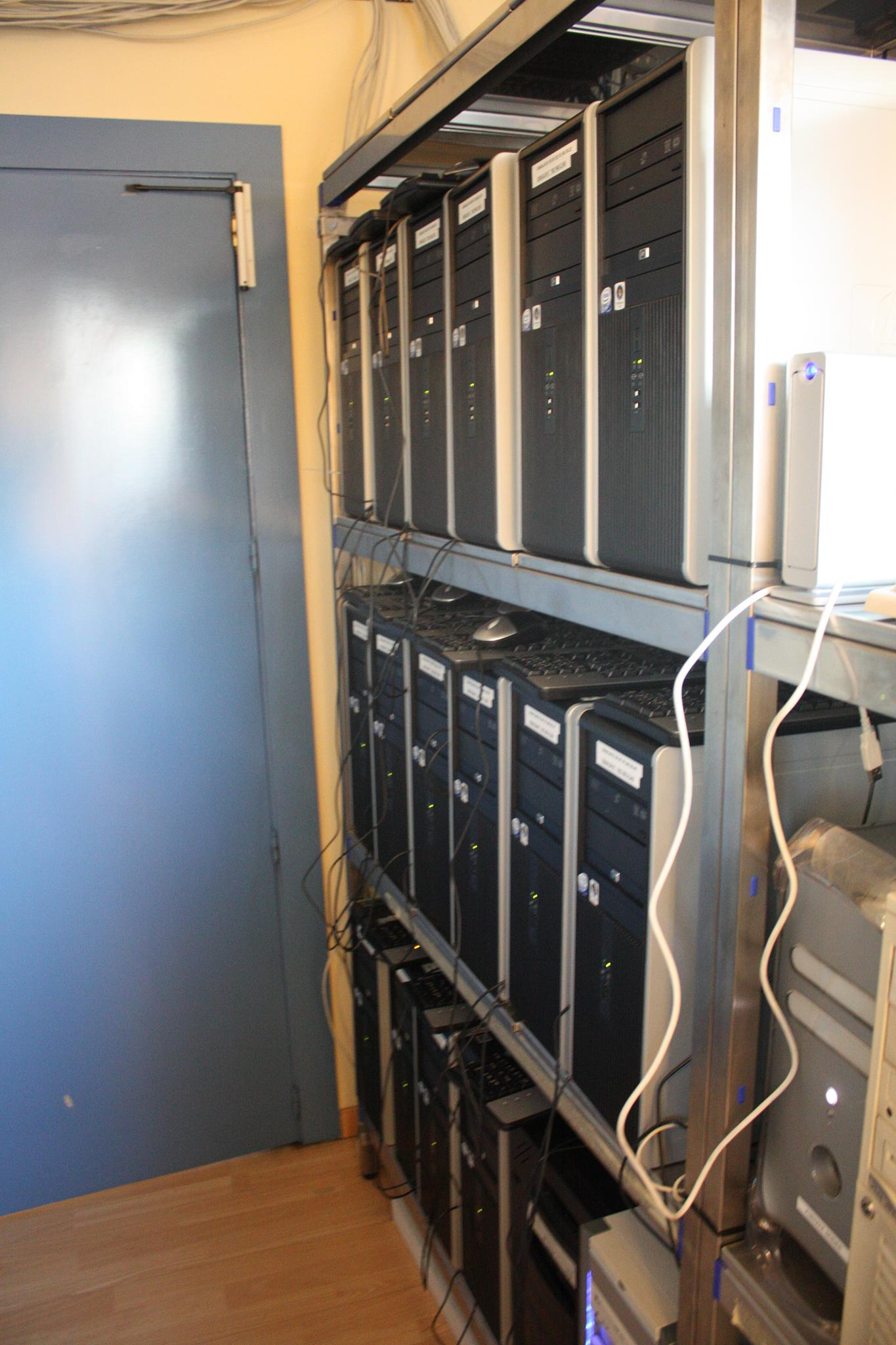
正在运行的渲染农场服务器

渲染農場（英語：render farm），或称着色农场、算圖農場，是伺服器農場的其中一種應用，主要是用來為三維電腦繪圖執行大量成像工作的计算机集群，運用多台電腦建立出平行處理的運算單元，加速運算效能，通常用於畫面著色、影格合成、模擬布料、物理運算結果。

## 系統配置

### 系統架構
基本上渲染農場以乙太網路為基礎架構，將渲染伺服器、分配伺服器及資料伺服器串聯。為避免網路的瓶頸，渲染伺服器通常以8台為單位，用一組集線器串聯，資料伺服器以4 port Giga網路卡分配運算所需資料，最大32台渲染伺服器，如果64台渲染伺服器就必須有兩張4 port的Giga網路卡串接。
- 渲染伺服器：將所有的工作單元或命令執行完成，裡面必須要有連接到分配伺服器。
- 分配伺服器：將命令分散並加以排程，管理每台渲染伺服器的狀態與執行內容，並最佳化運算內容。
- 資料伺服器：將資料結果統一收集，最終儲存為完整的檔案，通常也存放預備運算檔案。

## 資料分配方式
- 主動式：主要是以個人計算機透過網路介面將終端運算資源串聯起來，透過排程分配軟體將運算命令分散，最終會將結果算至資料伺服器中。
- 被動式：將要處理的命令放置在分配伺服器上，渲染伺服器會自動執行未完成的命令，最後再將結果放置在資料伺服器中。

## 產業運用
- 影視產業：現代電影需要產生壯麗且宏大的3D場景，由於3D場景中有成千上萬個多邊形與貼圖，並將每一張算出來的圖連結成電影片段，是個極耗時且耗系統資源的工作，故需仰賴數十到數百台不等的電腦並以網路串聯才能有效運算場面宏大的3D場景。電影《阿凡達》和《2012》是依靠渲染農場塑造擬真電影場景的典型範例。
- 建築業：建築師與建商為了模擬完工後的建築外觀與內部陳設，會使用3D繪圖軟體製作「示意圖」，而3D場景的運算也是很耗時且耗系統資源的工作，故會依賴渲染農場的高效率與高效能以運算出建築示意圖。
- 電玩產業：與影視產業及建築業類似，如MMORPG中一張接連一張的大地圖、遊戲中許多的人造場景（建築物、堡壘、地窖、遺跡）及五光十色的特效，如此浩大的工程需要仰賴渲染農場大規模的運算才能完整呈現。

## 另見
- 伺服器農場
- 農場